# Robert Stern (Architekt, 1885)
Robert Stern (* 8. November 1885 in Köln; † 13. März 1964 in New York City) war ein deutscher Architekt, der in der Emigration die US-amerikanische Staatsbürgerschaft erwarb.

## Leben
Robert Stern war eines von sieben Kindern des Ehepaars Simon und Emma Stern, geb. Wolf. Simon Stern, Bauunternehmer und Malermeister, verlor seine Ehefrau und zwei seiner Kinder um 1920 während einer Grippewelle. Robert Stern wuchs in einer Mietwohnung in der Kölner Thieboldsgasse 9, später an häufig wechselnden Wohnsitzen auf: Der Vater errichtete in der Kölner Neustadt etliche Mehrfamilienhäuser, in denen die Familie jeweils etwa drei Jahre selbst wohnte. Robert Stern absolvierte das Gymnasium und studierte in Stuttgart, München und Dresden an den Technischen Hochschulen. Am 1. September 1909 eröffnete er in der Volksgartenstraße 32/Vorgebirgstraße sein erstes Architekturbüro. Vermutlich hatte er Erfahrungen bei Joseph Maria Olbrich gesammelt, der auch dieses Haus gebaut hatte, und wahrscheinlich lernte er auch bei Paul Gerlach, in dessen Haus in der Eifelstraße 14–16 er sich einmietete.
Er heiratete am 14. April 1910 die Fabrikantentochter Heddy Heydt, mit der er 1912 eine Tochter namens Ilse Meta Stern bekam.
Während des Ersten Weltkrieges wurde Stern als Soldat bei der Fortification in Antwerpen eingesetzt. Seine Familie zog damals aus der Titusstraße 22 in die Hülchrather Straße 5 in Köln um, wo bereits sein Schwiegervater lebte. Nach seiner Heimkehr aus dem Krieg verlegte Robert Stern sein Architekturbüro in das Haus Apostelnkloster 20. Dort befand sich auch die Firma seines Schwagers. Das Architekturbüro wechselte noch zweimal seinen Standort innerhalb Kölns: Von 1931 bis 1933 befand es sich in der Gereonstraße 43–47, danach an derselben Adresse wie Sterns Wohnsitz. Zu Sterns Mitarbeitern gehörten Ludwig Ahlfeld, Oskar von Perlstein und Max August Breuer. Eng scheint Stern mit dem Bauunternehmer Otto Greven zusammengearbeitet zu haben.
Robert Stern emigrierte etwa 1936 nach London, kehrte aber noch mehrmals nach Köln zurück und besuchte sein Büro, das von Breuer im Agrippinahaus weitergeführt wurde. 1938 erhielt er ein Visum, das ihn zur Einwanderung in die USA berechtigte. Am 27. November 1944 erhielt er die US-amerikanische Staatsbürgerschaft. Stern, der in den USA nicht mehr in seinem angestammten Beruf arbeiten konnte, hielt sich als Vertreter für Bürsten und Reinigungsmittel über Wasser. Seine Ehefrau starb im Jahr 1951 in New York, die Tochter Ilse Meta, die Heinz Gerhard Salinger geheiratet und mit diesem ein Kind bekommen hatte, war zu diesem Zeitpunkt schon lange tot: Nach Amsterdam emigriert, war sie von den Nationalsozialisten verhaftet und im Konzentrationslager Natzweiler-Struthof umgebracht worden. Auch ihr Ehemann und das Kind überlebten das Dritte Reich nicht. Briefe Ilse Salingers aus den Niederlanden an die Eltern in New York befinden sich heute im U.S. Holocaust Memorial Museum in Washington.
Robert Stern starb im Mayflower Nursing Home und wurde am 15. März 1964 im Krematorium des Ferncliff Cemetery in New York eingeäschert. Auf diesem Friedhof wurde seine Urne auch beigesetzt. Seinen Nachlass, zu dem wohl zahlreiche Dokumente zu seiner Zeit als Kölner Architekt gehörten, erhielt sein Bruder Julius. Spätestens nach dessen Tod 1965 scheint Robert Sterns Nachlass vernichtet worden zu sein.

## Bauten

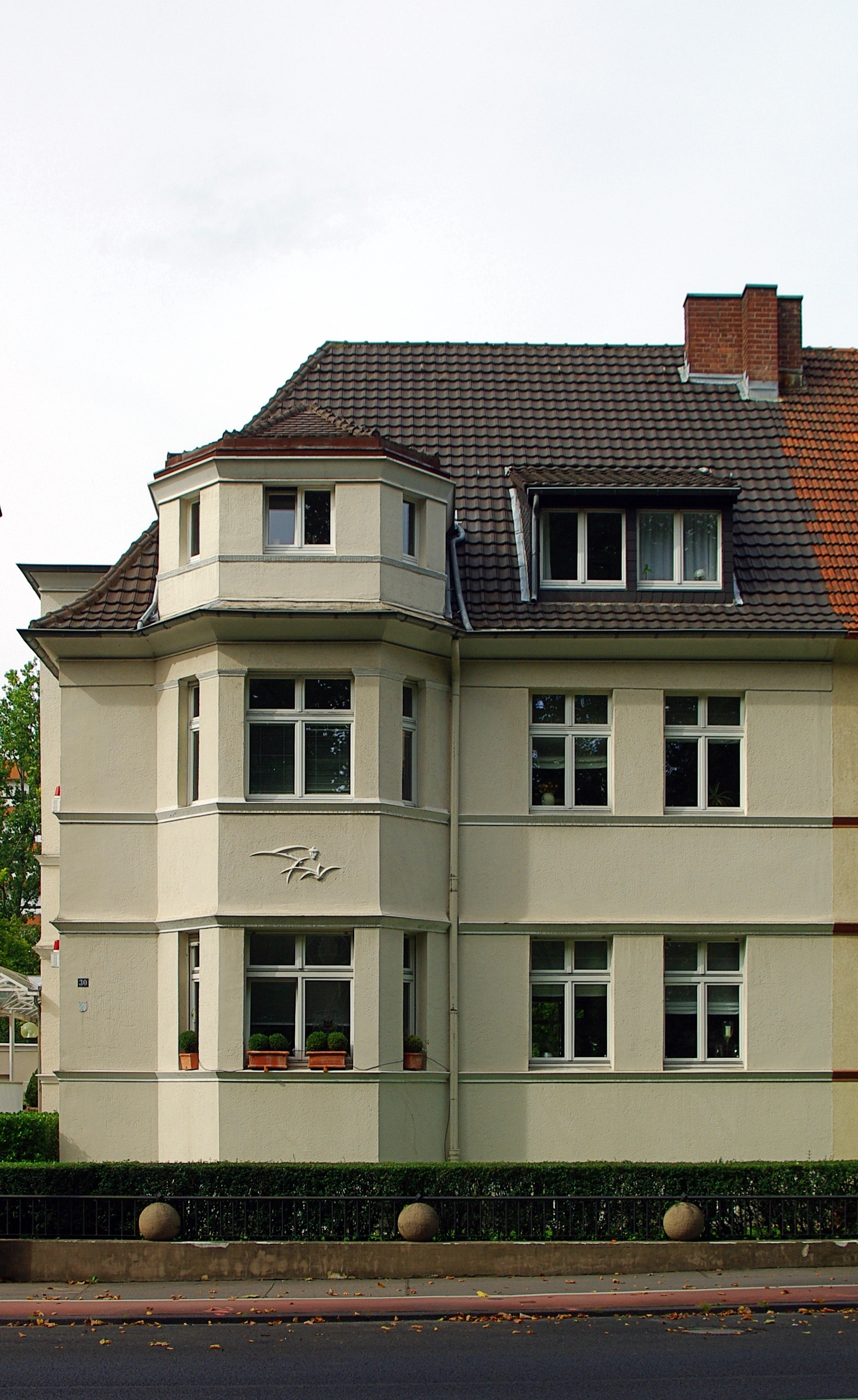
Halbvilla Bayenthalgürtel 28/30

Wolfram Hagspiel bezeichnet Robert Stern als den bedeutendsten jüdischen Architekten Kölns neben Georg Falck und als einen der bedeutendsten im Westen Deutschlands im 20. Jahrhundert. Er baute und veränderte unter anderem zahlreiche Wohn- und Geschäftshäuser in Köln:
- Kalker Hauptstraße 211–213: Kino (nicht erhalten, Zuschreibung von Wolfram Hagspiel) (1909)
- Zülpicher Wall 12: Mehrfamilienhaus (nicht erhalten) (1910)
- Severinstr. 228, 230, 232, Georgsplatz: Wohn- und Geschäftshäuser (1910/11) (z. T. verändert erhalten)
- Franzstraße 69, 71, 75, 77, Gleueler Str. 215, 217, Rückertstr. 2, 4–6, 8–10 (1911/13): villenartige Ein- und Mehrfamilienhäuser (z. T. erhalten)
- Virchowstraße 21: Halbvilla (1912) (nahezu komplett erhalten)
- Titusstraße 20, 22, 24: Mehrfamilienhäuser (1912/13) (weitgehend original erhalten)
- Hansaring 39: Umbau eines Einfamilienhauses (1912/13) (nicht erhalten)
- Kaiser-Wilhelm-Ring 21: Benzinlager (1912/13)
- Schaevenstraße 1b/Mauritiuswall: Büro- und Geschäftshaus (1912/14) (zum Teil erhalten)
- Marienburger Straße 16: Villa (1921/22) (verändert erhalten)
- Leyboldstraße 14: Villa (1921/23) (nicht erhalten). Bauherr war Abraham Salomon Rosenthal, der Schwiegervater von Robert Sterns Bruder Dr. Julius Stern, der die Villa um 1924 an Julius und Gladys Stern verschenkte.
- Bayenthalgürtel 28–30: Doppelvilla (1922)
- Hölderlinstraße 1–3: Villenzeile (1923/24) (z. T. verändert wieder aufgebaut)
- Pferdmengesstraße 5: Villa (1923/24) (verändert erhalten)
- Heinestraße 30–32: Wohnhaus (1924) (leicht verändert erhalten)

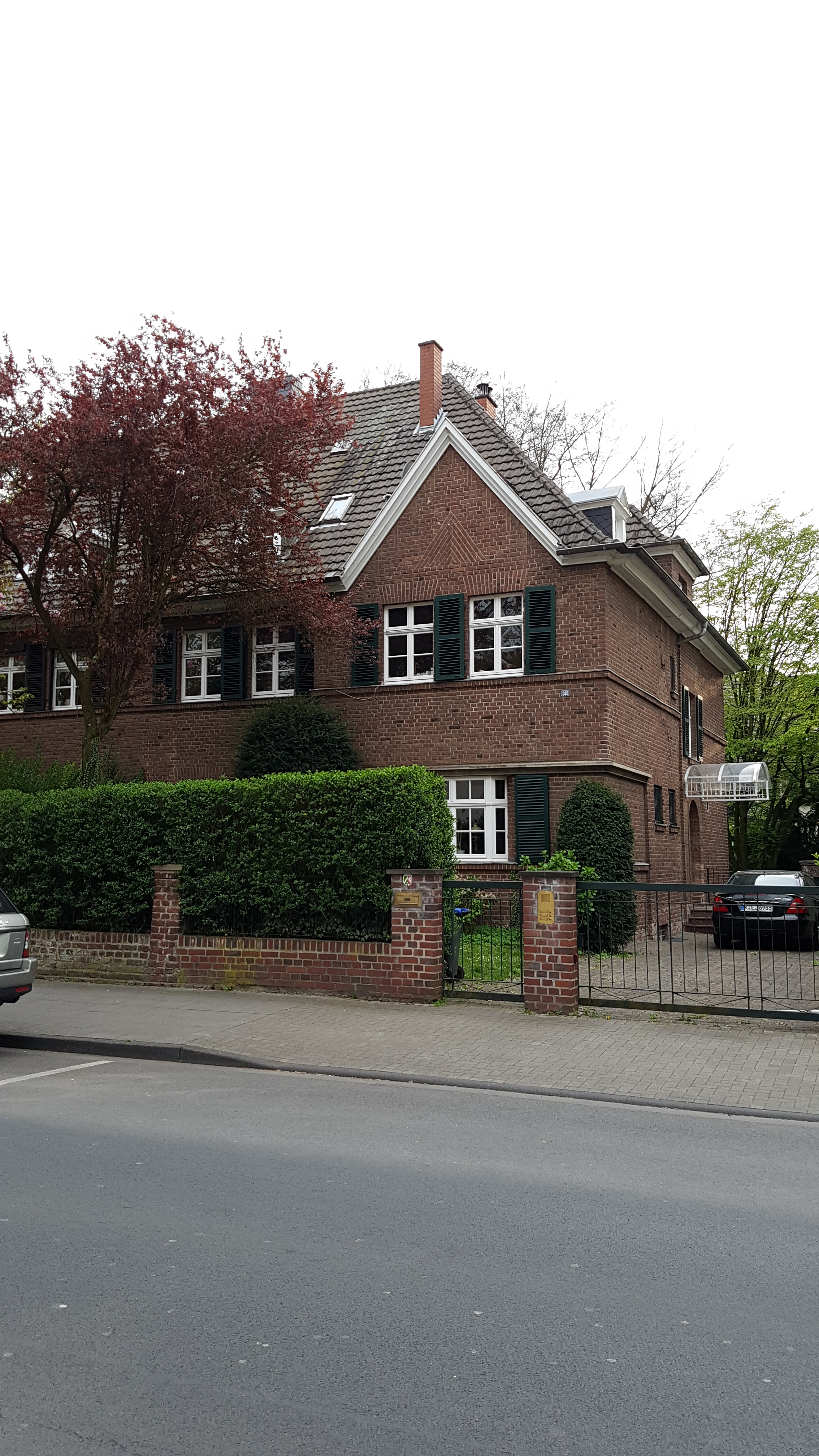
Goltsteinstraße 148

- Goltsteinstraße 148Goltsteinstraße 148–150: Doppelvilla (1924/26) (erhalten)
- Bernhardstraße 161–165: Villenzeile (1925/26) (z. T. weitgehend original erhalten, Mittelhaus 1971 stark verändert)
- Worringer Straße 3–5: Haus Dr. Demann (1925/26) + Garage (1931) (nicht erhalten)
- Cäsarstraße o. Nr. (zwischen 24 und 26a): Lagerbauten (nicht erhalten)
- Venloer Straße 47: Erweiterung einer Stahlgroßhandlung (nicht erhalten)
- Goltsteinstraße 187–189: Wohnhaus (1926) (nie fertiggestellt, nicht erhalten)
- Bayenthalgürtel 41–45: Villenzeile (1927) (verändert erhalten)
- Hölderlinstraße 8–10: Teil einer Villenzeile (1927)
- Hohe Straße 108–110: Haus Kimmelstiel (1927) (nicht erhalten)
- Bayenthalgürtel 26: Villa (1927/28) (verändert erhalten)
- Eugen-Langen-Straße 6: Umbau (1927/28) (nicht erhalten)
- Brückenstraße 19–23/Herzogstraße 82: Disch-Haus (1928)
- Bayenthalgürtel 70–72: Doppelvilla (1928/29) (verändert erhalten)
- Robert-Blum-Straße 11: Umbau (1928/29)
- Breite Straße 58–60/Neven-DuMont-Straße 2–4: Umbau (1928/29) (nicht erhalten)
- Hohe Straße 138–140/Große Budengasse: Umbau (1928/29, 1932) (nicht erhalten)
- Mittelstraße 52–54/Friesenwall: Umbau (1929) (verändert wieder aufgebaut)
- Widdersdorfer Straße 244a: Lagerhalle für Werkzeugmaschinen (1929) (weitgehend original erhalten)
- Hohe Straße 111: Umbau (1930) (nicht erhalten)
- Salierring 27: Umbau (1930) (nicht erhalten)
- Hansaring 87: Umbau (1930) (nicht erhalten)

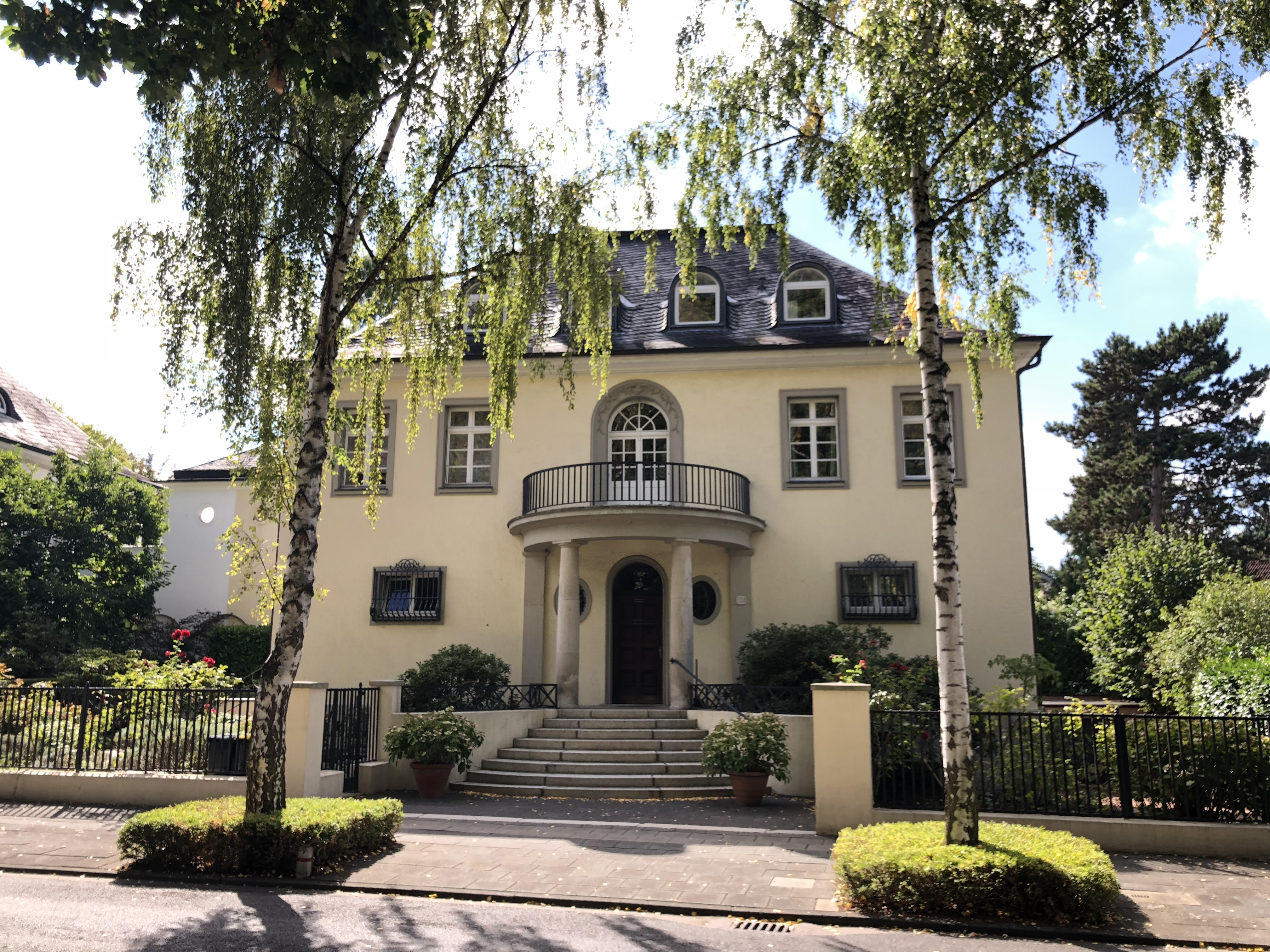
Villa, Am Südpark 51

- Villa, Am Südpark 51Weyerstraße 66: Umbau (1930) (nur in kleinen Teilen erhalten)
- Neusser Straße 281/Baudristraße: Umbau (1930/31) (weitgehend original erhalten)
- Hohe Straße 77–79: Geschäftshaus (1930/31) (nicht erhalten)
- Severinstraße 226: Umbau eines Theaters zu einem Kino (1930/31) (nicht erhalten)
- Buchheimer Straße 26–28: Umbau (1931) (nicht erhalten)
- Eythstraße 25: Umbau (1931) (weitgehend original erhalten)
- Kleingedankstraße 16: Umbau (1932) (nicht erhalten)
- Ehrenstraße 1–3/Apostelnstraße: Umbau (1932) (nicht erhalten)
- Mühlenbach 14: Umbau (1932) (nicht erhalten)
- Siebengebirgsallee 107/Ölbergstraße: Umbau (1932) (weitgehend erhalten)
- Karolingerring 17: Umbauten (1932) (nicht erhalten)
- Hültzstraße 13: Umbau (1933) (nicht erhalten)
- Bayenthalgürtel 11: Umbauplanung (1933) (nicht umgesetzt, das Haus wurde 1934 abgerissen)
- Venloer Straße 26: Wohnungsteilung (1933) (nicht erhalten)
- Eupener Straße 4: Wohnungsteilung (1933) (verändert erhalten)
- Am Südpark 51: Umbau einer Villa zu einem Dreifamilienhaus (1933) (erhalten)
- Sedanstraße 29: Umbau (1933/34) (nicht erhalten)
- Parkstraße 8: Umbau einer Villa zu einem Zweifamilienhaus (1933/34) (verändert erhalten)
- Parkstraße 10: Umbau einer Villa zu einem Dreifamilienhaus (1933/34)
- Goltsteinstraße 144–146: Doppelhaus (1934) (Zuschreibung durch Hagspiel)
- Marienburger Straße 37: Umbau (1934) (verändert erhalten)
- Venloer Straße 21: Umbau (1934) (nicht erhalten)
- Hansaring 91: Umbau (1934) (nicht erhalten)
- Robert-Heusser-Straße 3: Umbau (1934)
- Marienburger Straße 42: Umbau (1934)
- Pferdmengesstraße 19: Umbau (1934/35)

Mehrfach war Robert Stern auch für die jüdische Gemeinde in Köln tätig. Unter anderem entwarf er auch Grabdenkmäler, so etwa die Grabstätte Wihl auf dem Jüdischen Friedhof Deutz (um 1911), die Grabstätte Julius Goldfinger ebendort (um 1918) und die Grabstätte Richard Goldfinger, ebenfalls in Deutz (um 1916). Für den Bildhauer und Grabsteinhändler Géza Schwarcz errichtete er in der Venloer Straße 1107 ein Ausstellungs- und Werkstattgebäude im Stil eines klassizistischen Tempelchens. Das Bauwerk wurde später von Gartenbaubetrieben genutzt und 1970 abgerissen. Auf dem Jüdischen Friedhof Bocklemünd befindet sich das von Stern entworfene Grabmal für Emma und Simon Stern, den Eltern Sterns. Es ist mit „R. Stern“ signiert. In der Kölner Glockengasse leistete Stern im Jahr 1925 Sanierungsarbeiten an der Synagoge. Er rekonstruierte die vier Fassadentürmchen, die seit den Kupferspenden im Ersten Weltkrieg fehlten. Die Synagoge fiel den Ereignissen der Reichspogromnacht zum Opfer. In der Roonstraße 50 baute er 1925 bis 1933 die Synagoge um und erweiterte sie auch. 1926/27 baute er den Israelitischen Kindergarten in der Bachemer Straße 95 um. Das Gebäude wurde im Zweiten Weltkrieg zerstört. In der Körnerstraße 93 wurde 1926/27 eine Synagoge nach Plänen Sterns errichtet. Die Gemeinde versuchte, die Synagoge samt Kantorenhaus 1938 an die katholische Kirche zu verkaufen, kurz darauf wurde es zerstört.
Robert Stern gestaltete 1927/28 den Jüdischen Friedhof an der Raderberger Straße um; unter anderem baute er dort eine Friedhofshalle. Wahrscheinlich wurde diese später an die Venloer Straße transloziert und als Teil der dortigen offenen Pfeilerhalle genutzt. Auf dem Friedhof an der Venloer Straße befindet sich auch die Grabstätte Max Heydt, die Stern um 1927 entwarf. Stern entwarf um diese Zeit die gesamte Anlage des dortigen Friedhofs. Die Bauten wurden 1930 eingeweiht. Die Trauerhalle wurde in der Zeit des Nationalsozialismus nur zum Teil abgerissen und später wieder aufgebaut. Es steht zu vermuten, dass die Einfriedung des Geländes, 1938 von Max August Breuer entworfen, in Absprache mit Stern gestaltet wurde, der damals ja noch zeitweise nach Deutschland zurückkehrte.
Auf der Ausstellung „Pressa“ auf dem Messegelände in Köln-Deutz stand 1928 ein von Stern entworfener Pavillon für die jüdische Sonderschau.
1929 baute Robert Stern am Mauritiussteinweg 11 für die Synagogengemeinde ein Haus zu dem Jugendheim „Emil-Blumenau-Haus“ um. Das Gebäude wurde im Zweiten Weltkrieg komplett zerstört. Etwa 1929 baute Stern auch den Tempel der Kölner Adaß Jeschurun in der St.-Apern-Straße 29–31 um. Das Gebäude wurde in der Reichspogromnacht schwer beschädigt und in den 1950er Jahren abgerissen. Das Israelitische Wohlfahrtshaus in der Rubensstraße 33 baute Stern 1930 um. Später wurde das Wohlfahrtshaus zu einem Hotel umgebaut. In der Cäcilienstraße 18–22 befand sich eine kleine Synagoge und das Vereinshaus der Rheinlandloge, die Robert Stern in den Jahren 1930 und 1935 umgestaltete. 1935 wurde daraus das Israelitische Gemeindehaus. 1937 verfügte die Gestapo die Auflösung der Loge und der Synagoge. Das Bauwerk wurde zu einer Turnhalle für das jüdische Gymnasium und für jüdische Sportvereine umgestaltet. Später wurde es als sogenanntes „Judenhaus“ genutzt, 1942/43 wurde es verkauft und zum Teil an NS-Organisationen und die Polizei vermietet. Um 1930 baute Stern in der Lützowstraße 35–37 das Israelitische Kinderheim um, dessen Überreste 1957 abgerissen wurden. Auf dem Friedhof in Vogelsang wurde Robert Sterns Bruder Walter, der 1929 starb, bestattet; Robert Stern entwarf das Wandgrab aus Muschelkalk. Wenige Monate nach Walter Stern starb auch ein weiterer Bruder, Willy Stern, der ebenfalls auf diesem Friedhof bestattet wurde. 1934 wurde das Gefallenen-Ehrenmal auf diesem Friedhof aufgestellt. Entworfen wurde es von Ludwig Marx, die Planung und technische Oberleitung lag in Robert Sterns Händen. Bildhauer war Géza Schwarcz, die Kunstschmiedearbeiten stammten von Isaak Meyer.
Außerhalb Kölns war Robert Stern ebenfalls tätig. Von ihm stammt das ehemalige Geschäftshaus Hirsch & Co. in der Hochstraße 62/Neumarkt in Krefeld, 1913/14 errichtet. 1922 beteiligte er sich – ohne zu den Siegern zu gehören – am Wettbewerb Chicago Tribune Tower um den Bau des schönsten Geschäftshauses der Welt. 1927 baute er die Synagoge in Bonn-Poppelsdorf am Jagdweg 19b/Bennauerstraße um, die nicht erhalten geblieben ist. 1928 baute er eine weitere Bonner Synagoge um, die in der Judengasse/Tempelstraße 2–6 stand. Im selben Jahr baute er die Jüdische Kinderheilstätte in Bad Kreuznach um und erweiterte sie. Nur das Aufgangshäuschen dieser Einrichtung ist erhalten geblieben. In den Jahren 1928/29 wurde die Synagoge Dierdorf errichtet, die bei einem Bombenangriff im Zweiten Weltkrieg schwer beschädigt und bald darauf abgerissen wurde. Die Synagoge in der Wallstraße 5 in Montabaur wurde 1930 umgebaut und renoviert; sie ist nicht erhalten. An der Landstraße von Beerfelden nach Obersensbach wurde 1926 ein jüdischer Friedhof angelegt, dessen Bauten von Robert Stern geplant und 1927/28 errichtet wurden. Auch die Synagoge mit Lehrerwohnung in der Odenwaldstraße in Beerfelden wurde von Stern geplant, und zwar 1929/30. Nicht ausgeführt wurden Sterns Pläne für die Volksbadeanstalt mit Erfrischungsgebäude, Kinderhort und Sportplatzanlage. Abraham Salomon Rosenthal, nach dem dieses Bad benannt werden sollte, brachte den Geldbetrag, der dafür veranschlagt wurde, stattdessen in die Rosenthalsche Wohlfahrts-Stiftung ein.